# Atylomyia minutiungula
Atylomyia minutiungula är en tvåvingeart som beskrevs av Zhang och Wang 2007. Atylomyia minutiungula ingår i släktet Atylomyia och familjen parasitflugor. Inga underarter finns listade i Catalogue of Life.